# 데이브 시슬러
데이비드 마이클 시슬러(영어: David Michael Sisler, 1931년 10월 16일~2011년 1월 9일)은 미국의 프로 야구 선수로, 1956년부터 1962년까지 메이저 리그 베이스볼(MLB)에서 투수로 뛰었다. 커리어 초반에는 선발투수였으나, 이후 중간 계투로 기용되었고 종종 마무리로 출전하기도 했다. 2년 간 군복무를 한 후인 1956년, 보스턴 레드삭스 유니폼을 입고 메이저 리그에 데뷔했다. 레드삭스에서 3년 반을 보낸 뒤인 1959년에 디트로이트 타이거스로 트레이드되어 1960년까지 그 팀에서 뛰었다. 1961년 시즌 전에 확장 드래프트를 통해 워싱턴 세너터스로 이적했으며, 1961년 시즌을 그곳에서 보냈다. 1962년에 다시 신시내티 레즈로 트레이드되어 메이저 리그에서 한 시즌을 더 뛰고 이후 1년을 마이너 리그에서 보냈다.
보스턴 소속으로 1956년부터 1958년까지 매해 평균 138이닝을 던지며 24승을 거두는 등 준수한 성적을 거두었다. 이후에는 주로 구원 투수로 나서며 세너터스에서는 커리어 하이인 11세이브를 기록했다. 통산 7시즌 동안 247경기에서 656+1⁄3이닝을 던지며 38승 44패, 12완투, 1완봉, 29세이브, 4.33의 평균자책점을 기록했다. 1963년 시즌이 끝나고 은퇴한 후 증권사 A. G. 에드워즈에서 30년 간 근무하며 부회장직까지 올랐다.
아버지는 야구 명예의 전당에 헌액된 조지 시슬러였으며, 형 딕 시슬러 또한 메이저 리그에서 선수 생활을 했다. 또 다른 형인 조지 시슬러 주니어는 여러 마이너 리그 팀에서 단장직을 맡았으며, 1966년부터 1976년까지 인터내셔널 리그 회장을 역임했다.

## 출생과 성장
데이브 시슬러는 1931년 10월 16일 미국 미주리주 세인트루이스에서 야구 명예의 전당에 헌액된 아버지 조지 시슬러와 어머니 캐슬린 사이에서 태어났다. 데이브는 존 버로스 학교에서 야구와 다른 두 가지 스포츠를 했다. 16살이 되던 해에는 브루클린 다저스에서 코치로 일하고 있는 아버지를 따라 일했는데, 아버지 덕분에 기록을 작성하고 종종 투구도 할 수 있었다. 다저스 구단은 데이브가 프린스턴 대학교로의 진학과 군복무 등의 문제로 인해 그와 계약을 추진하지 않았다. 데이브 시슬러는 프린스턴 대학교에서 야구와 농구를 했으며, 1951년에는 평균자책점 0.99를 기록했다.
마그나 쿰 라우데(준최우등)로 졸업한 시슬러는 아메리칸 리그(AL)의 보스턴 레드삭스와 계약했으며, 1953년에 21살의 나이로 클래스 A 수준의 이스턴 리그에 속한 올버니 세너터스에서 프로 야구 커리어를 시작했다. 그해 21경기를 뛰었는데 20경기에서 선발투수로 등판했으며, 135이닝을 던지며 12승 7패, 2.60의 평균자책점을 기록했다. 시슬러는 2004년 크리스 영이 있기 전까지 프린스턴 출신으로는 메이저 리그 경기에 선발로 등판한 마지막 투수였다.
시슬러는 1954년과 1955년 두 해 동안 군에 징병되어 군복무를 하면서 프로 야구 선수로 뛰지 못했다.

## 메이저 리그 경력

### 보스턴 레드삭스
시슬러는 군복무를 마친 후 소속팀 보스턴 레드삭스로 복귀해 시즌을 시작했다. 1956년 4월 26일에 메이저 리그 데뷔 경기를 치렀는데, 뉴욕 양키스를 상대로 1이닝 구원으로 등판했다. 그로부터 7일 뒤에는 메이저 리그 첫 승을 따냈는데, 보스턴에서 치러진 양키스와의 경기에서 3이닝을 던지며 구원승을 따냈다. 시즌 여섯 번째 선발 등판이 있었던 8월 5일 경기에서는 차후 명예의 전당에 헌액되는 클리블랜드 인디언스의 밥 레몬과 선발 맞대결을 벌여 점수 2-1, 7이닝 완투승을 거두었다. 데뷔 시즌에 모두 39경기에 출전했는데 이 중 14경기가 선발 등판이었으며, 142+1⁄3이닝 동안 9승 8패, 3세이브, 98탈삼진, 4.66의 평균자책점을 기록했다. 아메리칸 리그에서 여섯 번째로 많은 7개의 몸에 맞은 공을 허용했으나, 단 한 개의 실책도 기록하지 않으면서 1.000의 수비율을 기록했다. 시즌이 끝난 후에는 그해 활약을 인정받아 보스턴 지역의 스포츠 기자들의 투표를 통해 선정된 그해 최고의 보스턴 레드삭스 신인에게 수여하는 '해리 애거니스 상'을 받았으며, 1956년의 '루키 올스타 팀'에도 이름을 올렸다.
1957년 1월 17일, 시슬러는 보스턴 레드삭스와 재계약을 맺었다. 레드삭스 구단은 시슬러를 선발 로테이션에 들어갈 후보 중 한 명으로 기대했고, 시슬러 또한 스프링 트레이닝 기간 동안 코칭스태프에게 인상 깊은 모습을 보여주었다. 핑키 히긴스 감독은 시슬러에 대해 "좋아보인다. 전보다 성숙해졌고 더욱 자신감 있는 모습을 보여주고 있다"고 코멘트를 남겼다. 정규 시즌이 시작된 후, 시슬러는 선발로 등판한 첫 네 경기에서 뉴욕 양키스를 상대로 두 번의 완투승을 포함, 3승 1패의 성적으로 시즌 초반 좋은 모습을 보였다. 마침 그때까지 양키스를 상대로 통산 4승 무패의 성적을 올리고 있었기에, 《피츠버그 프레스》의 체스터 L. 스미스 스포츠기자는 그에게 "양키 킬러"라는 별명을 붙여주기도 했다. 첫 네 경기까지의 평균자책점이 4.88로 높은 편이었지만 이는 캔자스시티 애슬레틱스를 상대로 2이닝 만에 6자책점을 허용한 경기가 큰 영향을 미쳤기 때문이었다. 7월 4일에는 양키스를 상대로 다시 승리를 거두며 양키스 상대 통산 성적 5승 무패의 기록을 이어갔고, 이 경기까지 포함해 시즌 7승 4패를 기록한 동시에 평균자책점을 4.02까지 떨어트렸다. 이날 경기가 시즌 마지막 승리였고, 이후 선발 두 경기를 합쳐 모두 4이닝만을 투구하며 2연패를 당했다. 이후 9월 2일 경기 전까지 경기에 출전하지 않았다. 9월 7일 볼티모어 오리올스를 상대로 세이브를 기록했지만, 이후 양키스를 상대로 2연패를 당하며 시즌을 마무리지었다. 특히 양키스를 상대로 거둔 2패 중 두 번째 경기에서는 8이닝 동안 3피안타 2실점으로 호투했기에 아쉬움이 남았다. 1957년 시즌 성적은 122+1⁄3이닝 동안 7승 8패, 4.72의 평균자책점을 기록했다.
시슬러는 1958년 스프링 트레이닝의 한 경기에서 9이닝 동안 28명의 타자를 상대하며 한 명의 출루만을 허용하고 안타를 내주지 않는 투구를 보이며 쾌조의 출발을 보였다. 하지만 2연패로 스프링 트레이닝을 마감했는데, 그 중 한 경기는 아버지 조지가 감독의 특별보좌역으로 있던 피츠버그 파이리츠를 상대로 한 패배였다. 정규 시즌 첫 등판은 4월 16일 양키스와의 경기로, 시슬러는 이날 완투승을 거두었다. 5월 2일 경기에서는 후일 명예의 전당에 헌액되는 투수 짐 버닝을 상대로 한 디트로이트 타이거스와의 경기에서 자신의 커리어에서 유일한 6–0 완봉승을 거두며, 시즌 성적은 3승 1패가 되었다. 그러나 이후 두 달 동안 꾸준히 선발로 등판했으나 평균적으로 소화하는 이닝이 줄어들었고, 종종 구원으로서 경기에 나서기도 했다. 6월 12일 이후부터 양키스 상대로 다시 승을 따내는 8월 9일까지는 무승에 그쳤다. 이후 1승을 더 추가해 시즌 최종 성적은 커리어 하이인 149+1⁄3이닝을 투구하며 8승 9패, 평균자책점 4.94, 71탈삼진을 기록했다.
1959년 2월 8일, 레드삭스 구단은 시슬러와의 재계약을 발표하며 1959년 시즌 다시 동행한다는 사실을 발표했다. 다소 아쉬운 시즌이었던 작년을 뒤로 하고, 스프링 트레이닝에서의 첫 등판에서 2이닝 동안 2피안타 5볼넷을 내주며 눈에 띄는 모습을 보여주지 못했다. 정규 시즌을 앞두고 선수층이 얇은 투수진이 보스턴의 약점으로 지적되었는데, 성적을 예상하기 어려운 젊은 선수들과 시슬러가 다시 좋은 모습을 보여줄 것이라는 기대감이 섞여 있었다. 시슬러는 선발 등판의 기회도 주어질 수 있다는 예상 아래 구원 투수로 시즌을 시작했다. 4월까지 세 차례 구원 등판해 6+2⁄3이닝 동안 6.75의 평균자책점을 기록했고, 구단 측에서는 시슬러가 미숙한 모습을 보여주고 있다고 판단했다. 이로 인해 5월 2일 레드삭스는 디트로이트 타이거스의 선발투수 빌리 호프트를 받는 대신에 시슬러와 테드 렙시오를 보내는 트레이드를 단행했다.

### 디트로이트 타이거스
1956년 디트로이트 타이거스 소속으로 20승을 거둔 빌리 호프트였지만, 이후의 활약이 그때만 못하면서 감독으로부터 찬밥 신세를 면치 못하고 있었다. 하지만 《타임스데일리》의 햅 할브룩스 스포츠기자는 "나는 이 거래로 그들이[타이거스가] 무엇을 얻었는지 모르겠다"는 평가를 남겼다. 타이거스는 트레이드 이전까지 1959년 시즌 첫 17경기에서 15패를 당하고 있었기에 변화가 필요했고, 시슬러를 트레이드로 영입한 것과 더불어 빌 노먼 감독을 경질하고 지미 다이크스를 후임 감독으로 임명했다. 5월 3일 양키스를 상대로 한 더블헤더 두 경기에서 모두 이기면서 연승이 시작되는 등 이러한 움직임이 처음에는 효과적이었다. 이어 다음으로 만난 레드삭스와의 3연전을 위닝 시리즈로 장식하면서 이러한 재도약의 흐름을 이어갔는데, 시슬러는 그 시리즈의 일부였던 5월 6일 경기에서 구원 등판해 1이닝 무실점 투구를 했다. 시슬러는 시즌 내내 구원 투수로만 기용되었고, 타이거스 소속으로 32경기에 출전해 1승 3패, 7세이브를 기록했다. 세이브는 아메리칸 리그 7위였으며, 무실책 시즌을 보냈다.
1960년 시즌에도 시슬러는 타이거스 소속으로 함께했고, 지미 다이크스 감독은 직전 시즌을 언급하면서 불펜이 필요할 때 제 역할을 해줄 수 있을지 확신하지 못하겠다고 이야기했다. 실제로 타이거스의 불펜은 1959년 시즌 9승만을 기록했지만 1960년 시즌 개막과 동시에 세 번의 구원승을 연이어 거두었고, 시슬러는 그중 세 번째 경기인 4월 22일에 2이닝 무실점 피칭을 펼쳤다. 스프링 트레이닝에서 뚜렷한 모습을 보여주지 못했던 시슬러였기에, 이러한 활약은 놀라운 일로 여겨졌다. 하지만 시즌 첫 경기에서의 호투는 오래 가지 않았고, 자신의 폼을 금방 잃어버린 나머지 5월 18일에 이르러서는 평균자책점이 5.06까지 치솟았고 그때까지 1승 2패의 성적을 기록했다. 그럼에도 불구하고 시슬러는 이때를 기점으로 다시 호투를 이어가기 시작했고, 8월 12일에는 평균자책점이 1.90까지 하락했다. 이해 80이닝을 소화하며 6세이브와 함께 커리어 하이인 7승 5패와 2.47의 평균자책점을 기록했다.

### 워싱턴 세너터스
1960년 시즌이 끝나고 아메리칸 리그에 로스앤젤레스와 워싱턴 D.C.를 각각 연고지로 하는 두 팀이 새롭게 창단된다는 발표가 있었다. 시슬러는 시즌 내내 타이거스의 최고의 구원 투수로 평가받았지만, 타이거스 구단은 그를 1960년 메이저 리그 베이스볼 확장 드래프트에서 드래프트 가능한 선수 명단에 올려두었다. 1960년 12월 14일에 드래프트가 진행되었고, 시슬러는 전체 4순위로 워싱턴 세너터스에 지명되었다. 세너터스 구단은 캔자스시티 애슬레틱스나 내셔널 리그의 밀워키 브레이브스 등으로부터 시슬러 영입에 관심 있다는 연락을 받기도 했으나, 그 대신에 자신들이 드래프트에서 첫 번째로 뽑은 보비 샨츠를 트레이드하기로 했다. 워싱턴의 미키 버넌 신임 감독은 시즌이 시작되기 전에 시슬러를 팀 내 최고의 불펜 투수로 평가해 보직을 정했다. 시슬러 본인은 자신을 보호하지 않은 타이거스 수단에 실망해 야구를 그만두는 것도 고려했지만, 결국 세너터스와 계약하기로 결정했다.
1961년 시즌에 들어서, 시슬러는 5월 19일까지 단 하나의 자책점도 허용하지 않는 등 전반기 견고한 모습을 보여주었으며, 6월 5일까지 0.74의 평균자책점과 1승 무패, 7세이브를 기록하고 있었다. 하지만 그 이후 다섯 차례 등판 중 네 차례에 실점을 내주며 성적이 급격히 나빠지기 시작했다. 6월 18일 레드삭스와의 경기에서는 선발로 나선 칼 마티아스를 대신해 구원 등판했으나 바로 맞이한 두 명의 타자에게 연속으로 밀어내기 볼넷을 내주며 2실점한 뒤 짐 파글리아로니에게 만루 홈런을 맞았다. 이후 다음 타자에게 다시 볼넷을 내주며 아웃 카운트를 하나도 잡지 못한 채 강판됐다. 7월에 여섯 차례, 8월에는 다섯 차례 각각 등판에 그치는 등, 이후 몇 달 동안 평균자책점은 꾸준히 올랐고 출전 시간은 줄어들었다. 8월 27일에는 타이거스를 상대로 자신의 마지막 메이저 리그 선발 등판 경기를 가졌는데, 7피안타 6실점(6자책)하며 패를 떠안았다. 1961년 시즌 최종 성적은 45경기에 출전해 2승 8패, 11세이브(AL 6위)를 기록했다. 9월 16일, 세너터스 구단은 내셔널 리그의 신시내티 레즈에게 75,000달러(오늘날 화폐 가치로 649,530달러)와 함께 추후 지명 선수를 보내는 대신에 투수 클로드 오스틴을 받는 트레이드에 합의했다. 11월 28일에 세너터스 구단은 추후 지명 선수인 시슬러를 레즈 구단에 보냈다.

### 신시내티 레즈
전년도인 1961년의 내셔널 리그 우승팀이었던 신시내티 레즈는 시슬러와 더불어 데이브 힐먼, 모 드라보스키의 영입을 통해 투수진 안정을 꾀했으며, 이를 통해 구단 운영진은 1962년 시즌 월드 시리즈 복귀를 꿈꿨다. 데이브 시슬러는 자신의 형인 딕이 1루 코치를 맡고 있는 레즈 선수단에 합류했으며, 구원 투수로 기용될 것이 유력했다. 피츠버그 구단에서 계속 일하고 있던 데이브 시슬러의 아버지인 조지는 브루클린 다저스에서 일하고 있던 1950년 당시 자신의 차남인 딕이 다저스를 상대로 정규 시즌 순위를 결정짓는 홈런을 때려냈을 때를 떠올리며, 1962년 시즌 중 피츠버그와 레즈 사이의 3연전에 데이브가 등판하지 않은 것에 대해 안도감을 표현하기도 했다. 데이브 시슬러의 시즌 초반 성적은 좋지 않았다. 6월 5일까지 10차례 등판해 세 차례를 제외하고 모두 실점을 범했으며, 그때까지의 평균자책점은 4.97이었다. 처음으로 자신의 아버지가 상대편에서 지켜보고 있는 6월 19일 파이리츠와의 경기에서는 무실점 피칭으로 팀의 승리를 도왔다. 시슬러 본인에게는 다소 실망스러운 시즌이었지만, 시즌 마지막 8경기에서는 1자책점만을 내주었으며 자신의 메이저 리그 마지막 등판이 되었던 9월 23일 경기에서는 승리를 따내는 등 시즌을 원활하게 마무리했다. 이해 시즌 최종 성적은 43+2⁄3이닝을 던지며 4승 3패, 3.92의 평균자책점을 거두었다.
1963년 시즌을 앞두고 프레드 허친슨 레즈 감독은 시슬러에게 이전 시즌과 같이 불펜에서의 역할을 기대하면서도 종종 선발로도 출전할 수 있음을 암시했다. 1963년 2월 9일 레즈 구단은 시슬러와의 재계약을 발표했으나, 시슬러는 1군 선수단에 합류하지 못했고 트리플 A 팀인 퍼시픽 코스트 리그(PCL)의 샌디에이고 파드리스에서 시즌을 치렀다. 그해 파드리스에서 35경기(6선발)에 출전해 90이닝 동안 6승 9패, 3.40의 평균자책점을 기록했다. 1964년 3월 18일, 시슬러가 선수로서 은퇴하고 증권사에서 근무하기로 하는 사실이 발표되었다.

## 이후의 삶
야구계에서 은퇴한 후, 시슬러는 증권사 A. G. 에드워즈에서 30년 이상 근무했으며, 부회장 자리에까지 올랐다. A. G. 에드워즈는 플로리다주 세인트피터즈버그에 있는 세미프로 야구 팀인 '스톡브로커스'의 스폰서였다. 스톡브로커스가 우승자를 가리기 위한 토너먼트에 초청되었을 때, 회사 간부였던 시슬러는 팀에 대한 재정적 지원을 거부하고 돈이 모이지 않을 경우 토너먼트 참여를 거절하도록 했다. 시슬러가 전직 야구 선수였기 때문에 이러한 결정은 의외였지만, 그는 팀 운영비가 원래 계약했던 내용보다 증가하고 있어 회사가 재정적으로 이득을 보지 못하고 있다고 판단했다.
2004년, 아버지 조지가 세웠던 단일 시즌 최다 안타 기록인 257안타를 시애틀 매리너스의 스즈키 이치로가 경신할 조짐이 보였고, 시슬러는 자신과 이름이 같은 아들 데이브와 함께 이치로의 안타 추세를 지켜보았다. 시슬러의 가족들은 조지의 이름이 다시 사람들 사이에 오르내리고 그가 선수로서 재발견되고 있다는 사실에 기뻐하면서도, 154경기 내에 기록이 깨지지 않을 경우에는 이치로가 기록을 경신하기 위해서 더 많은 경기를 뛰었다는 의미에서 이치로의 기록에 별표가 기입되기를 바랐다. 이치로는 시즌 안타 갯수를 262개로 마무리했고, 매리너스 구단은 기록 경신을 축하하기 위해 세이프코 필드에 시슬러의 가족들을 초청했다. 손자 데이브는 응급 심장 시술로 인해 시애틀로 갈 수 없었다. 시슬러의 가족들은 매리너스 구단의 초청에 대해 고마움을 표했다.
전립선암 투병을 하고 있던 시슬러는 2011년 1월 9일 미주리주 세인트루이스에서 향년 79세로 세상을 떠났다. 시신은 미주리주 프론트낙에 있는 데스 페레스 장로교회 묘지에 안장되었다. 남은 가족으로는 아내 자넷, 아들 한 명과 세 명의 손자가 있었다.

## 통산 기록
| 연 도     | 소 속     | 등 판 | 선 발 | 완 투 | 완 봉 | 무 4 구 | 승 리 | 패 전 | 세 이 브 | 홀 드 | 승 률 | 타 자 | 이 닝 | 피 안 타 | 피 홈 런 | 볼 넷 | 고 4 | 몸 맞 | 탈 삼 진 | 폭 투 | 보 크 | 실 점 | 자 책 점 | 평 자 책 | W H I P |
| --------- | --------- | ----- | ----- | ----- | ----- | ------- | ----- | ----- | -------- | ----- | ----- | ----- | ----- | -------- | -------- | ----- | ---- | ----- | -------- | ----- | ----- | ----- | -------- | -------- | ------- |
| 1956년    | BOS       | 39    | 14    | 3     | 0     |         | 9     | 8     | 3        |       | .529  | 619   | 142.1 | 120      | 13       | 72    | 2    | 7     | 93       | 1     | 0     | 81    | 73       | 4.62     | 1.349   |
| 1957년    | BOS       | 22    | 19    | 5     | 0     |         | 7     | 8     | 1        |       | .467  | 554   | 122.1 | 135      | 15       | 61    | 1    | 2     | 55       | 2     | 1     | 68    | 64       | 4.71     | 1.602   |
| 1958년    | BOS       | 30    | 25    | 4     | 1     |         | 8     | 9     | 0        |       | .471  | 666   | 149.1 | 157      | 22       | 79    | 2    | 1     | 71       | 6     | 2     | 94    | 82       | 4.94     | 1.580   |
| 1959년    | DET       | 35    | 0     | 0     | 0     |         | 1     | 3     | 7        |       | .250  | 262   | 58.1  | 55       | 7        | 37    | 1    | 1     | 32       | 3     | 0     | 33    | 28       | 4.32     | 1.577   |
| 1960년    | DET       | 41    | 0     | 0     | 0     |         | 7     | 5     | 5        |       | .583  | 334   | 80.0  | 56       | 3        | 45    | 1    | 2     | 47       | 9     | 0     | 23    | 22       | 2.48     | 1.263   |
| 1961년    | WSH       | 45    | 1     | 0     | 0     |         | 2     | 8     | 11       |       | .200  | 276   | 60.1  | 55       | 6        | 48    | 5    | 3     | 30       | 3     | 0     | 34    | 28       | 4.18     | 1.707   |
| 1962년    | CIN       | 35    | 0     | 0     | 0     |         | 4     | 3     | 1        |       | .571  | 196   | 43.2  | 44       | 4        | 26    | 3    | 0     | 27       | 1     | 0     | 19    | 19       | 3.92     | 1.603   |
| 통산: 7년 | 통산: 7년 | 247   | 59    | 12    | 1     |         | 38    | 44    | 28       |       | .463  | 2907  | 656.1 | 622      | 70       | 368   | 15   | 16    | 355      | 25    | 3     | 352   | 316      | 4.33     | 1.508   |